# Plasa Tatar-Bunar, județul Cetatea-Albă
Plasa Tatar-Bunar a fost una din plășile din județul interbelic Cetatea-Albă.

## Localități
Plasa Tatar-Bunar avea 34 localități:
1. Burgugi
2. Achmanghit
3. Arciz
4. Arcizul-Nou
5. Balabanca
6. Brieni
7. Buduri
8. Camciatca
9. Decebal
10. Deljiler
11. Demir-Hagi
12. Denevitz
13. Ferșampenuazul-Mare
14. Ferșampenuazul-Mic
15. Friedenstal
16. Gnadental
17. Lichtental
18. Martaza
19. Mihăileni
20. Noul-Caragaci
21. Paris
22. Pavlocva
23. Plosca
24. Satu-Nou
25. Sărata
26. Sărata-Mică
27. Scandiba
28. Stangop
29. Sulița
30. Șagani
31. Tatar-Bunar
32. Toplița
33. Trihat
34. Tropoclo
35. Zolocari

## Alte articole
- Lista județelor și a plășilor din România interbelică